# Ophiomedea dissidens
Ophiomedea dissidens är en ormstjärneart som först beskrevs av Jean Baptiste François René Koehler 1904.  Ophiomedea dissidens ingår i släktet Ophiomedea och familjen knotterormstjärnor. Inga underarter finns listade i Catalogue of Life.